# Paul Müller (Orgelbauer)

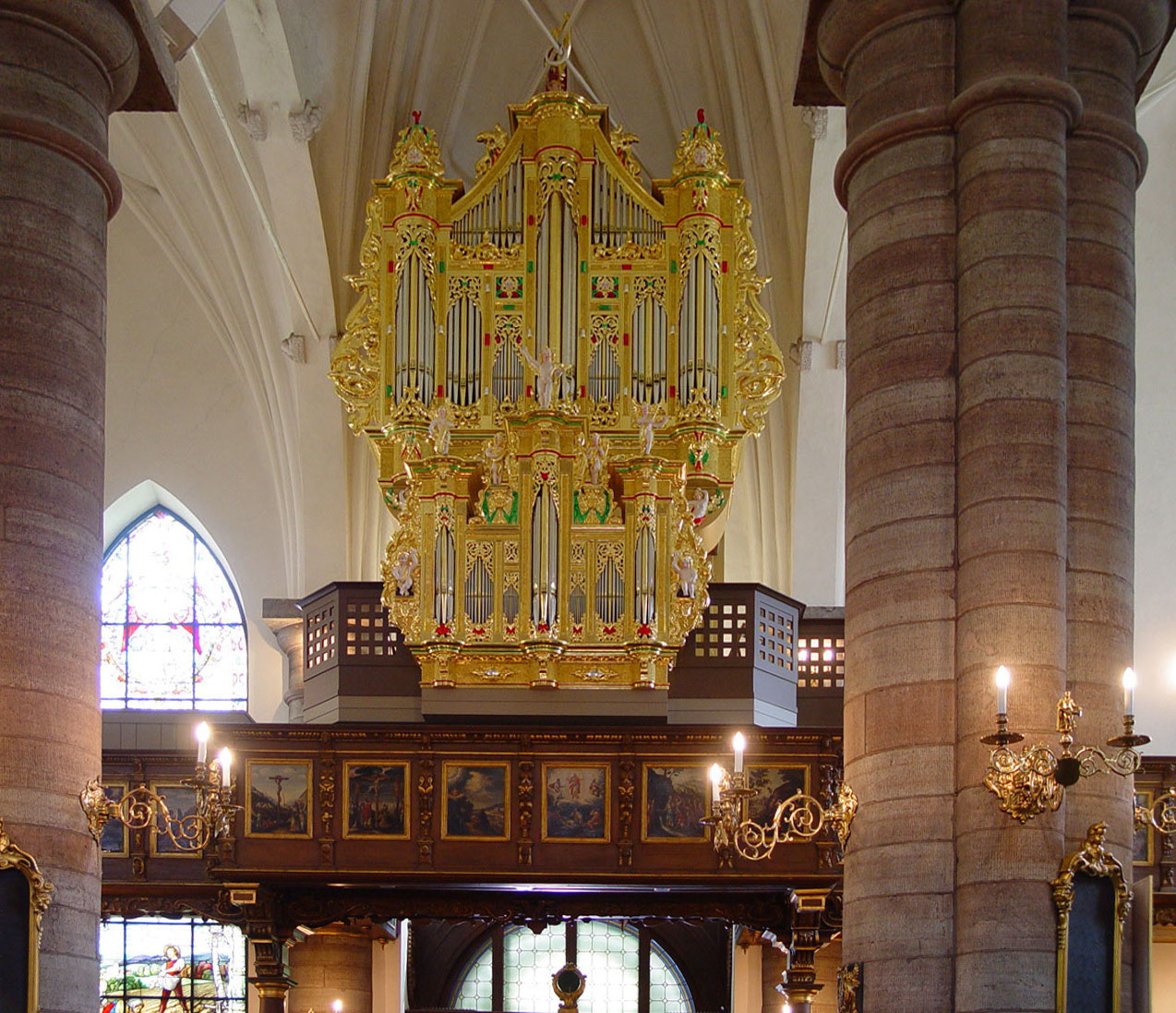
Replik der Müller-Orgel in Stockholm, 2004

Paul Müller (* um 1582?, † nach 1631) war ein deutscher Orgelbauer, der in Schweden wirkte.

## Leben
Paul Müller stammte aus Spandau bei Berlin. 1607 bat ihn der Deutsche Orgelbauer-Verein in Stockholm, eine neue Orgel für die dortige Deutsche Kirche zu bauen. Einige Teile dieses Instruments sind in Övertorneå erhalten, als älteste Orgel in Schweden. Repliken der erweiterten Fassung von 1651 befinden sich in Stockholm am alten Platz und in Norrfjärden. Weitere fünf Orgelneubauten Müllers in Schweden sind bekannt.

## Werkliste
Orgelneubauten
| Jahr            | Ort        | Gebäude | Bild | Manuale | Register | Bemerkungen |
| --------------- | ---------- | ------- | ---- | ------- | -------- | --- |
| 1608/1609, 1779 | Övertorneå | Kirche  |      |         |          | 1608/1609 für die Deutsche Kirche in Stockholm gebaut (II/P, 21), 1622 und 1651 erweitert, 1779 versetzt, 1998/1999 restauriert → Orgel |
| 1614            | Vika       | Kirche  |      |         |          | nicht erhalten |
| 1615            | Västerås   | Dom     |      |         |          | ab 1703 Umbauten, nicht erhalten. |
| 1618–1620       | Tuna       | Kirche  |      |         |          | |
| 1628            | Sundborn   | Kirche  |      |         |          | |
| 1631            | Aspeboda   | Kirche  |      |         |          | 1860 nach Mockfjärd verlegt, dort 1977 ersetzt.                                                                                         |